# Accademia dei Trasformati

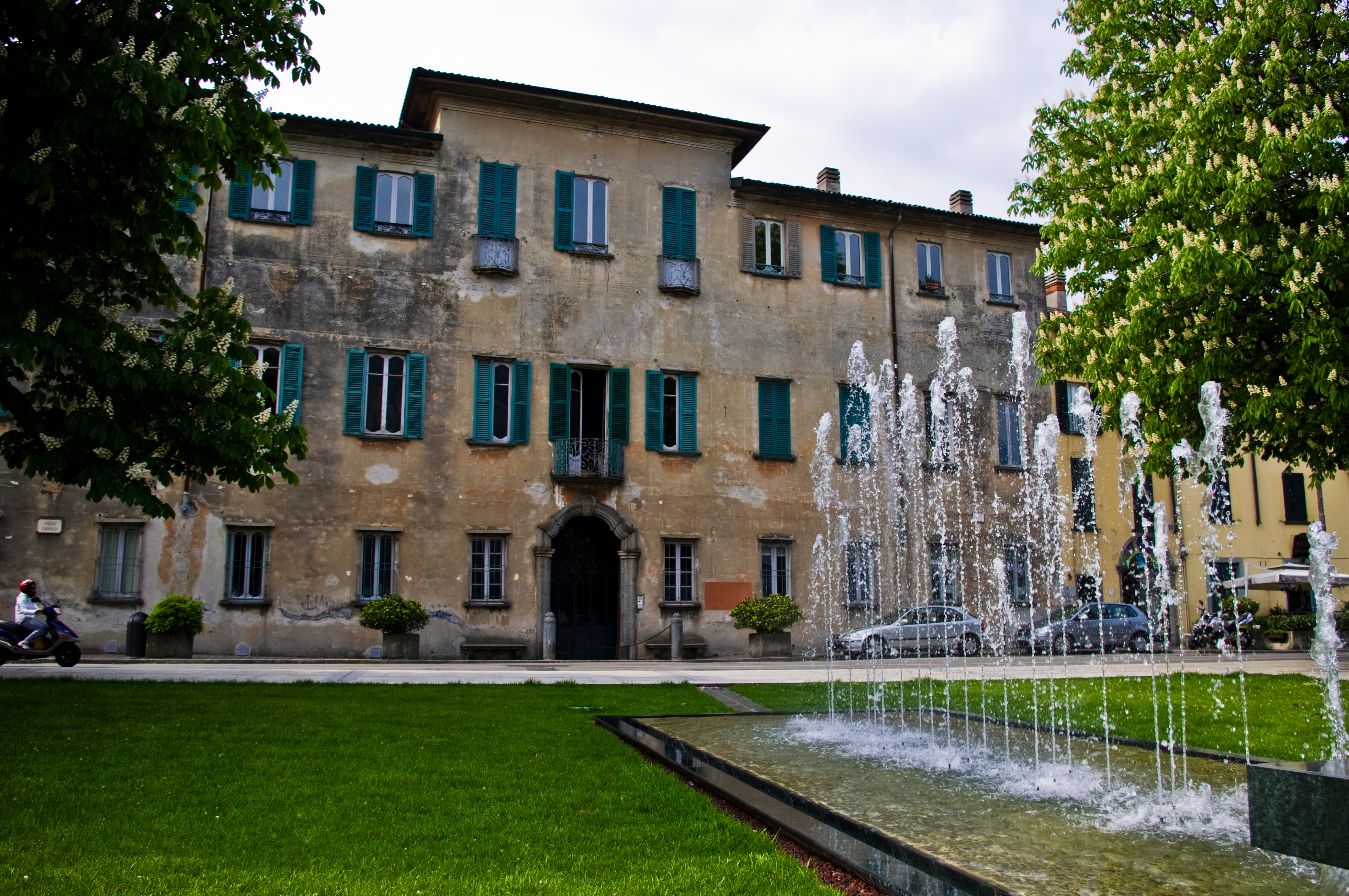
Palazzo Agudio-Cosonni a Malgrate destinato alle attività degli accademici e dove Parini, ospite del canonico Agudio, avrebbe composto molte parti del Mattino

L'Accademia dei Trasformati fu un'accademia che sorse a Milano nel 1743 sulle fondamenta dell'omonima Accademia cinquecentesca, che invece fu fondata nel 1546, "a seguito dell'invito in tal senso rivolto dal marchese di Pescara", Alfonso III d'Avalos, Governatore di Milano, "ad alcuni gentiluomini della città. Simbolo della stessa era un platano e oggetto della sua « attività » la lingua e la poesia italiana".
Essa ebbe come "conservatore perpetuo" il conte Giuseppe Maria Imbonati che diede il suo palazzo agli accademici. Costituita in prevalenza da nobili ed ecclesiastici di ceto alto, ma anche da intellettuali appartenenti alla classe media e di modeste condizioni economiche come lo stesso Parini o Domenico Balestrieri, proponeva una letteratura strettamente legata ai modelli del classicismo rinascimentale e al diretto insegnamento degli autori antichi, cercando di superare l'angustia del modello pastorale arcadico, e aprendosi ai temi della vita contemporanea.
Fecero parte dell'Accademia il Baretti e Pietro Verri fino a quando non se ne distaccò per fondare la rivista Il Caffè e l'Accademia dei Pugni. Rispetto a quest'ultima l'Accademia dei Trasformati, pur essendo aperta alle nuove istanze illuministiche, assunse posizioni più moderate cercando di conciliarle con la tradizione classica.
Gli accademici appartenenti ai Trasformati si riunivano due volte al mese, oltre ad alcune sedute aperte al pubblico durante l'anno, e discutevano di libri recentemente usciti, di argomenti di attualità varia che dimostravano attenzione per i problemi contemporanei.
Ebbe sede fino al 1768 a Palazzo Imbonati, casa del conte Giuseppe Maria.
Il canonico Giuseppe Candido Agudio fu munifico ospite nel suo palazzo di Malgrate vicino a Lecco, di molte attività degli accademici.